# اولاف ویدگرین
اولاف ویدگرین (سوئدی: Olof Widgren؛ ‏ ۹ ژوئن ۱۹۰۷ – ۶ مارس ۱۹۹۹) بازیگر اهل سوئد بود.
از فیلم‌ها یا سریال‌های تلویزیونی که وی در آن نقش داشته‌است می‌توان به قاضی، شب ژوئن و مادربزرگ و پروردگارمان اشاره کرد.